# Pierella hortona
Pierella hortona é uma borboleta neotropical da família Nymphalidae e subfamília Satyrinae, encontrada no Equador, Peru, Bolívia e região amazônica do Brasil, em habitat de floresta tropical e altitudes entre 100 e 1.600 metros. De acordo com Adrian Hoskins, todos os integrantes do gênero Pierella apresentam, vistos de cima, coloração amarronzada com finas marcações mais escuras em suas asas anteriores e com asas posteriores marcadas com ocelos ou manchas. Pierella hortona, vista de cima, é marrom escura e marcada com uma mancha central de azul em cada asa (sem ocelos). A subespécie albofasciata é considerada uma espécie separada por alguns autores, diferindo da espécie típica por apresentar uma mancha branca, circular, dentro de cada mancha azul das asas posteriores e uma ampla faixa branca em ambas as superfícies das asas anteriores, sendo restrita ao Peru e Bolívia.

## Hábitos
Adrian Hoskins cita que as espécies do gênero Pierella se caracterizam por seu voo fugaz, se escondendo um pouco acima da superfície do solo na escuridão do sub-bosque da floresta; voando baixo, muitas vezes, em trilhas e evitando a luz do sol, geralmente aparecendo na aurora ou crepúsculo, mas também se escondendo profundamente na vegetação rasteira em outras horas do dia. Também pousam sobre os montes de folhas secas da floresta.

## Subespécies
Pierella hortona possui duas subespécies:
- Pierella hortona hortona - Descrita por Hewitson em 1854, de exemplar proveniente do Brasil.[6]
- Pierella hortona albofasciata - Descrita por Rosenberg & Talbot em 1914, de exemplar proveniente do Peru.[7]